# Kriesebyau (Gewässer)
Die Kriesebyau bzw. Bornbek (dänisch: Krisbyå und Bornbæk) ist ein Bach auf der Halbinsel Schwansen in Südschleswig im nordöstlichen Schleswig-Holstein. Er verläuft in den Gemeinden Rieseby, Thumby und Holzdorf und mündet in die Schlei.

## Geschichte
Die Bornbek wurde erstmals 1649 schriftlich erwähnt. Der Name geht eventuell auf den Personennamen altdän. Biorn zurück, gleiches Präfix findet sich auch im nahegelegenen Ort Börentwedt (dän. Borntved) wieder. Eine andere Deutung wäre dt. born für Quelle, welches sich auch im dänischen Zusammenhängen in Zusammensetzungen mit brøndkarse (dt. Brunnenkressen) wiederfindet.

## Verlauf
Der Bach entspringt aus dem Söbyer See im nördlichen Holzdorf an der Grenze zu Thumby. Von dort fließt er nach Westen und unterfließt auf einer Länge von 10,8 Kilometern die Straßen Morgenstern, Neu-Seeholz, die Bundesstraße 203, die Dorfstraße, die Straßen Grünlund, Bösby und die Landstraße 27, bevor er nahe der Gutshäuser Stubbe und Krieseby in der Gemeinde Rieseby in die Schlei mündet. Die Bornbek bildet teilweise die Gemeindegrenze zwischen Rieseby und Holzdorf, hat eine Länge von etwa 11 km und weist viele Nebengräben auf. 